# 日本三大天神
日本三大天神（にほんさんだいてんじん）とは、菅原道真（天満大自在天神）を祭る天神信仰の神社である天満宮のうち、日本全国で代表的な3社の総称である。
三天神（さんてんじん）、日本三天神（にほんさんてんじん）、日本三大天満宮（にほんさんだいてんまんぐう）、日本三菅廟（にほんさんかんびょう）とも云われる。
本項では、日本三大天神以外の各地の三天神も上げる。

## 概要
天満宮は一般的に太宰府天満宮と北野天満宮の両社が総本社とされるため、この2社が入るのが一般的である。ただし、以下にあるように外される場合もある。
3社目は日本最古（扶桑菅廟最初）を称する防府天満宮が上げられることが多いが、他にも以下のように諸説ある。たとえば大生郷天満宮は菅原道真の遺族である三男景行によって建てられ、道真の遺骨を祀ることを理由としていたり、小平潟天満宮は村上天皇の命により北野天満宮へ奉納するため彫られた道真像のうち、最初に彫られた小さいほうを奉ることを理由としていたり、和歌浦天満宮は道真自身が訪れた地であり藤原公任の詠歌にあることを理由としていたりしている神社もある。小白川天満宮では、大宰府天満宮（2,000石）、北野天満宮（500石）に次ぐ御朱印高（270石）を受け、江戸幕府の祈願所となったことを理由として挙げている。
また、福島曽根田天満宮は江戸時代に創作された人形浄瑠璃、歌舞伎義太夫狂言として著名な白太夫の息子家来三兄弟（松王丸、梅王丸、桜丸）の仮面が奉られている旧地名が曽根野の北野天満宮、播州曽根崎の曽根天満宮、奥州曽根田の自社が日本三天神であるとしており、どちらかというと後述する「日本三躰天神」と似ている。
下記の一覧はその神社が挙げられる際、同時に挙げられる神社を表すものである。必ずしもその神社が自称することを示すものではない。
| 神社         | 神社         | 所在地             | 日本三大天神 | 日本三大天神 | 日本三大天神 | 日本三大天神 | 日本三大天神 | 日本三大天神 | 日本三大天神 | 日本三大天神 | 日本三大天神 | 日本三大天神 | 日本三大天神 | 日本三大天神 | 出典                      | 備考                                                           |
| 神社         | 神社         | 所在地             | 北野         | 太宰府       | 小白川       | 曽根田       | 小平潟       | 大生郷       | 亀戸         | 荏柄         | 大阪         | 和歌浦       | 曽根         | 防府         | 出典                      | 備考                                                           |
| ------------ | ------------ | ------------------ | ------------ | ------------ | ------------ | ------------ | ------------ | ------------ | ------------ | ------------ | ------------ | ------------ | ------------ | ------------ | ------------------------- | -------------------------------------------------------------- |
| 日本三大天神 | 北野天満宮   | 京都府京都市上京区 | 不詳         | 不詳         | 不詳         | 不詳         | 不詳         | 不詳         | 不詳         | 不詳         | 不詳         | 不詳         | 不詳         | 不詳         |                           | 総本社                                                         |
| 日本三大天神 | 太宰府天満宮 | 福岡県太宰府市     | 不詳         | 不詳         | 不詳         | 不詳         | 不詳         | 不詳         | 不詳         | 不詳         | 不詳         | 不詳         | 不詳         | 不詳         |                           | 総本社                                                         |
| 日本三大天神 | 小白川天満宮 | 山形県山形市       | ○            | ○            | 自           |              |              |              |              |              |              |              |              |              | [ 14 ]                    | 大宰府、北野に次ぐ御朱印高を受け、幕府祈願所となったことから。 |
| 日本三大天神 | 曽根田天満宮 | 福島県福島市       | ○            |              |              | 自           |              |              |              |              |              |              | ○            |              | [ 2 ]                     | 道真が彫った3人の家来の仮面を奉ることから。                    |
| 日本三大天神 | 小平潟天満宮 | 福島県猪苗代町     | ○            | ○            |              |              | 自           |              |              |              |              |              |              |              | [ 10 ]                    | 村上天皇の命で彫られた道真像を奉ることから。                   |
| 日本三大天神 | 大生郷天満宮 | 茨城県常総市       | ○            | ○            |              |              |              | 自           |              |              |              |              |              |              | [ 1 ] [ 9 ] [ 13 ]        | 道真の遺族が創建し、道真の遺骨を祀ることから。                 |
| 日本三大天神 | 亀戸天神社   | 東京都江東区       | ○            |              |              |              |              |              | 自           |              | ○            |              |              |              | [ 3 ] [ 4 ]               | 太宰府天満宮の分霊で、旧称「東宰府天満宮」。                   |
| 日本三大天神 | 荏柄天神社   | 神奈川県鎌倉市     | ○            | ○            |              |              |              |              |              | 自           |              |              |              |              | [ 7 ] [ 8 ] [ 15 ]        | 関東各地に分社を持つことから。                                 |
| 日本三大天神 | 大阪天満宮   | 大阪府大阪市北区   | ○            |              |              |              |              |              | ○            |              | 自           |              |              |              | [ 3 ] [ 4 ] [ 16 ]        |                                                                |
| 日本三大天神 | 和歌浦天満宮 | 和歌山県和歌山市   | ○            | ○            |              |              |              |              |              |              |              | 自           |              |              | [ 11 ] [ 12 ]             | 藤原公任の詠歌にあることから。                                 |
| 日本三大天神 | 曽根天満宮   | 兵庫県高砂市       | ○            |              |              | ○            |              |              |              |              |              |              | 自           |              | [ 2 ]                     | 福島曽根田天満宮の由緒による。                                 |
| 日本三大天神 | 防府天満宮   | 山口県防府市       | ○            | ○            |              |              |              |              |              |              |              |              |              | 自           | [ 5 ] [ 6 ] [ 17 ] [ 18 ] | 日本最古の天満宮と称することから。                             |

- 北野天満宮（京都府京都市）
- 太宰府天満宮（福岡県太宰府市）
- 防府天満宮（山口県防府市）

## 日本三躰天神
日本三躰天神（にほんさんたいてんじん）とは、大宰府に左遷された菅原道真が自身を鏡に映して自ら彫ったと伝わる道真像3体を神体として安置する3つの天満宮の総称である。「躰」は「体」の異体字であるため、日本三体天神とも表記する。うち2体は菅原氏や道真と縁の深い寺院に安置されていたが、神仏分離に伴い移された。
- 永谷天満宮（神奈川県横浜市港南区）
- 道明寺→道明寺天満宮（大阪府藤井寺市）
- 安楽寺→太宰府天満宮（福岡県太宰府市）

## 江戸三大天神
江戸三大天神（えどさんだいてんじん）とは、江戸時代における江戸の代表的な3つの天満宮の総称である。下記の関東三大天神と似ているが、谷保天満宮ではなく平河天満宮が入っている点が異なる。また、正確には亀戸天神社は江戸の外であるため、代わりに五條天神を入れる場合もある。
- 湯島天満宮（東京都文京区）
- 平河天満宮（東京都千代田区）[20]
  - 亀戸天神社（東京都江東区）
  - 五條天神社（東京都台東区）

## 関東三大天神
関東三大天神（かんとうさんだいてんじん）とは、関東地方の代表的な3つの天満宮の総称である。一般的には下記3社を指す。上記の江戸三大天神と似ているが、平河天満宮ではなく谷保天満宮が入っている点が異なる。
- 湯島天満宮（東京都文京区）
- 亀戸天神社（東京都江東区）
- 谷保天満宮（東京都国立市） - 東日本最古の天満宮。

## 町田三天神
町田三天神 （まちださんてんじん）とは、東京都町田市の代表的な3つの天満宮の総称である。
- 菅原神社（町田市本町田） - 通称「本町田菅原神社」。
- 町田天満宮（町田市原町田）
- 天神社（町田市南大谷） - 通称「南大谷天神社」。

## 名古屋三大天神
名古屋三大天神（なごやさんだいてんじん）とは、愛知県名古屋市の代表的な3つの天満宮の総称である。名古屋三天神（なごやさんてんじん）、名古屋三大天満宮（なごやさんだいてんまんぐう）とも。三社が合同で「名古屋三大天神参り」巡拝を行い、お守りや絵馬を授与している。
- 上野天満宮（愛知県名古屋市千種区） - 通称「名古屋天神」。
- 桜天神社（愛知県名古屋市中区）
- 山田天満宮（愛知県名古屋市北区）

## 阪急沿線三天神めぐり
阪急沿線三天神めぐり （はんきゅうえんせんさんてんじんめぐり）とは、阪急電鉄沿線の3つの天満宮の巡拝である。元は阪急電鉄の企画として始まったものだが、三社合同の祭事などで交流が行われている。
- 服部天神宮（大阪府豊中市）
- 松山神社（大阪府大阪市東淀川区）
- 長岡天満宮（京都府長岡京市）

## 福島三天神
福島三天神 （ふくしまさんてんじん）とは、大阪府大阪市福島区の3つの天満宮の総称である。菅原道真によって「餓鬼島」から「福島」に改称したとの伝承がある。福島村の集落は上福島・中福島・下福島の3つに分かれており、それぞれの集落の鎮守だった。福島村は1677年に上福島村と下福島村に分村し、中福島の集落は上福島村のうちとなった。中の天神は1945年の大阪大空襲により焼失し、上の天神に合祀された。
- 上の天神：福島天満宮（福島区福島2丁目）
- 中の天神：福島天満宮に合祀（跡地は福島区福島4丁目）
- 下の天神：天神社（福島区玉川1丁目）

## 周防の国三大天神
周防の国三大天神（すおうのくにさんだいてんじん）とは、山口県東南部（旧周防国）の代表的な3つの天満宮の総称である。
- 高森天満宮（山口県岩国市）
- 遠石八幡宮（山口県周南市）
- 防府天満宮（山口県防府市）